# Subulina octona
Subulina octona är en snäckart som först beskrevs av Bruguiere 1792.  Subulina octona ingår i släktet Subulina och familjen sylsnäckor. Arten är reproducerande i Sverige. Inga underarter finns listade i Catalogue of Life.

## Bildgalleri

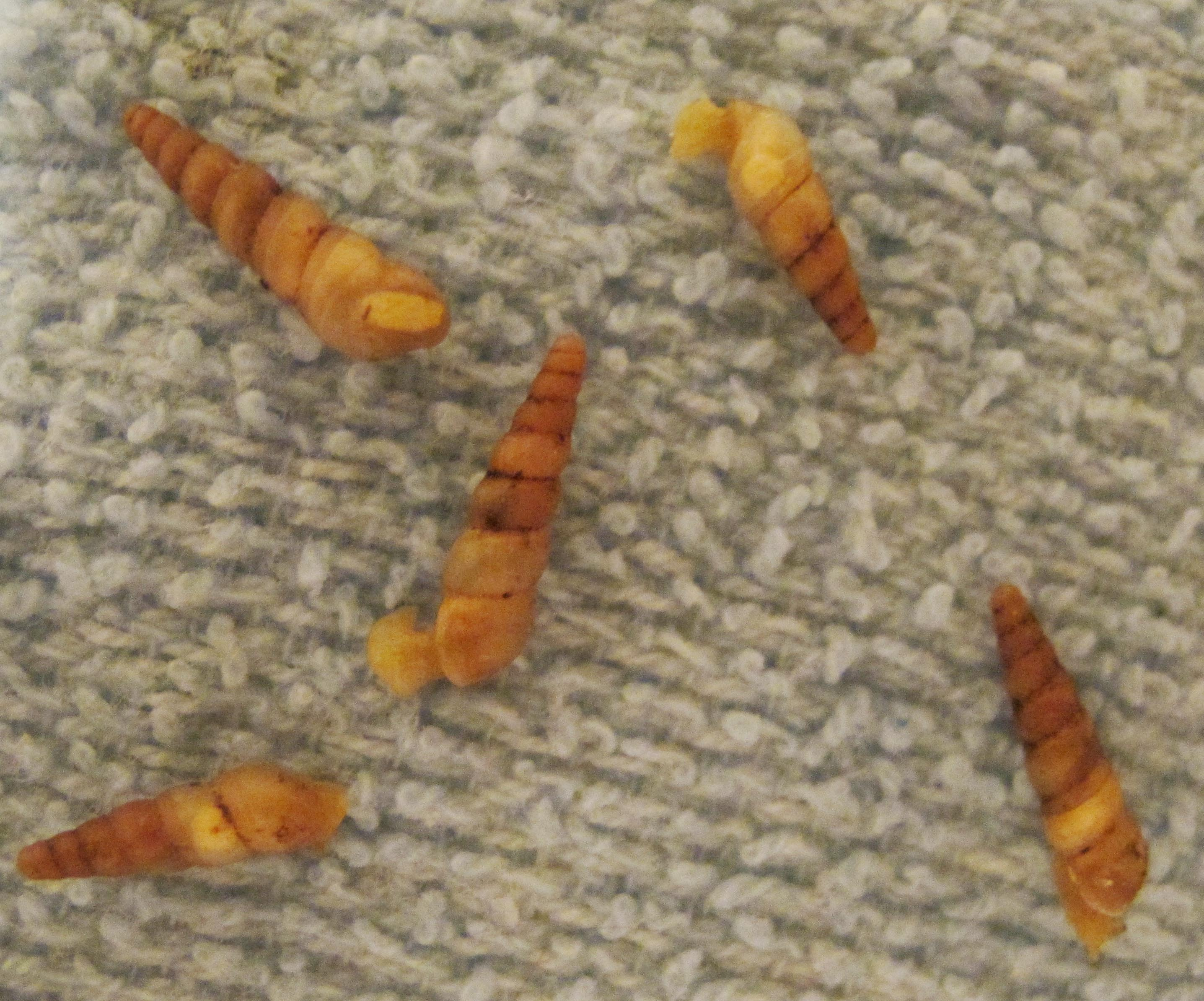
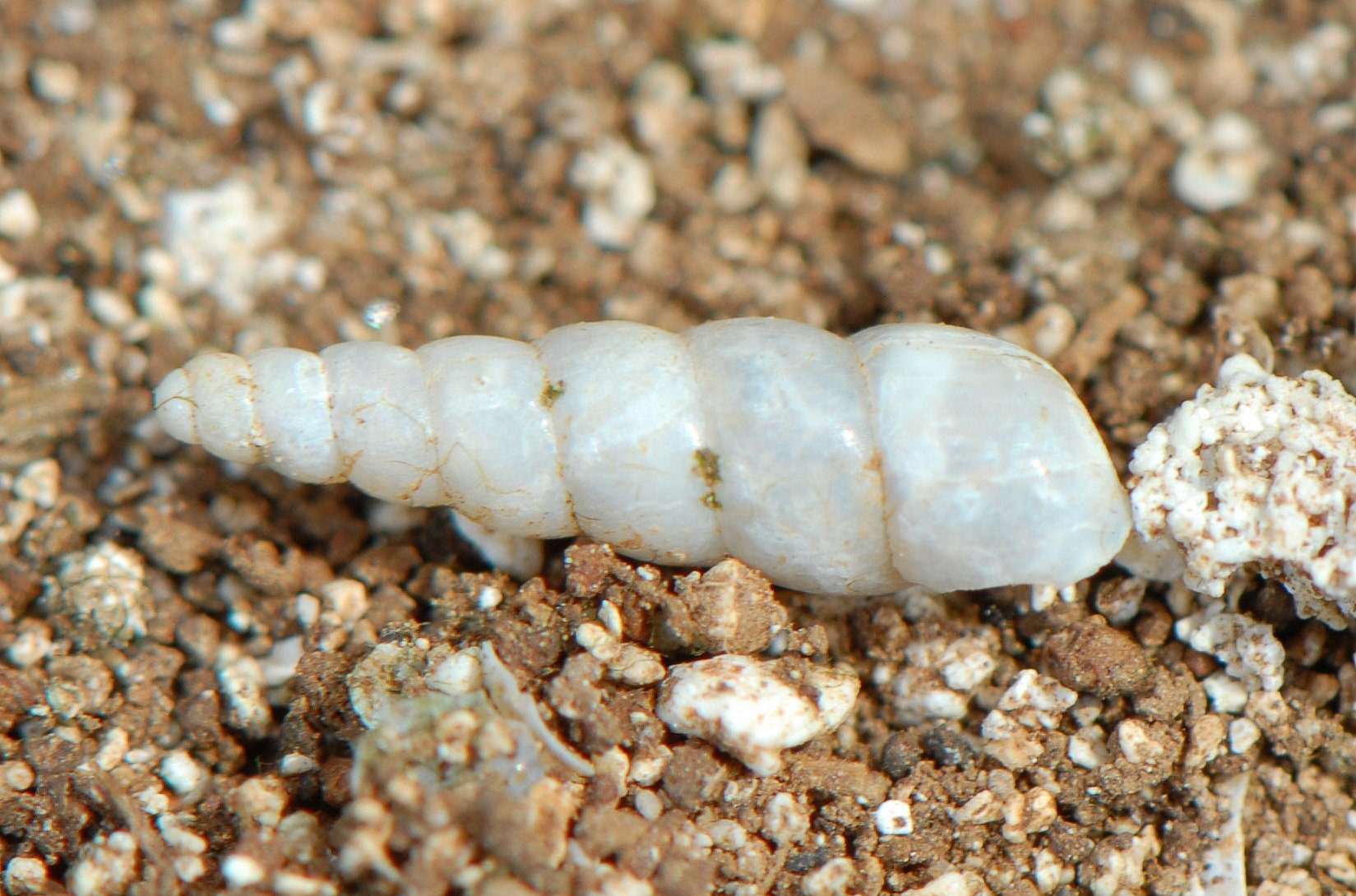
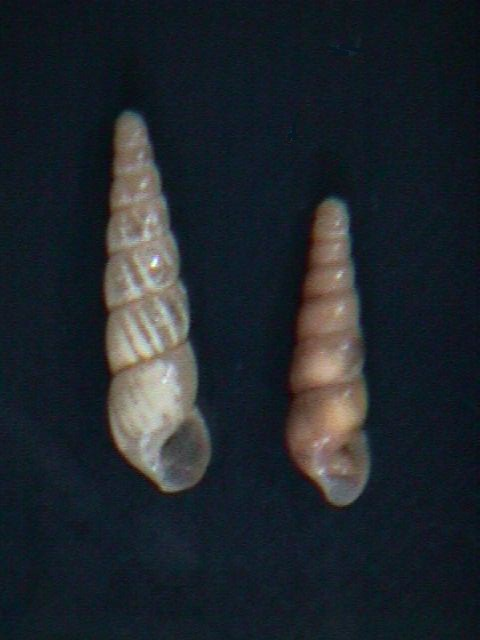